# 大和悠河
大和 悠河（やまと ゆうが，1977年8月4日—）是日本的女演員，曾為寶塚歌劇團宙組Top Star，身高 169cm，血型B型。出生於東京都文京區。暱稱是和（羅馬拼音：Tani）。
她是寶塚歌劇團81期生，同期者有、等人。

## 簡歴
- 1993年：4月進入寶塚音樂學校就讀。
- 1995年：3月以81期生第六名的成績自音樂學校畢業進入寶塚歌劇團。4月以初登舞台，公演結束後分配到月組。
- 1996年：1月擔任阪急電鐵正月初詣海報模特兒
- 1997年：5月初次參加TCA特別節目演出。6月初次主演新人公演的「EL DORADO」。12月初次主演 Bow Hall（バウホール）的（與雙主演）。[1]
- 1998年：4月初次舉辦晚餐秀「COLOR」（與、霧矢大夢合辦）。12月初次單獨主演Bow Hall公演「シンデレラロック」。
- 1999年：10月初次參加於中國北京和上海的海外公演。
- 2002年：1月獲得第18回淺草藝能大賞。10月初次單獨舉辦晚餐秀「Possibility」。
- 2003年：2月調換到宙組。5月參與星組公演萬花嬉春（舞臺劇版）的特別演出。
- 2004年：因寶塚歌劇團90週年特別企劃系列活動之故，跨組參與星組和（博多座公演）的公演演出。
- 2005年：因水夏希調換到雪組，升格為宙組二番手男役。
- 2007年：2月13日接任宙組主演男役。3月梅田藝術劇場先行披露作公演「A/L（アール）」-怪盗ルパンの青春。7月寶塚大劇場披露作公演「バレンシアの熱い花」。
- 2009年：1月19日公佈將於7月5日東京寶塚劇場公演退團。
- 2009年：7月5日以最為最後演出而後退團。
- 2010年：1月起，和Office北野（オフィス北野（日语：TAP (芸能プロダクション)））進行業務合作。同年2月，在百老匯音樂劇「CURTAINS」初次以女演員身份（女主角）登台。[2]同年4月，在日本音樂劇（ジャパニーズミュージカル）進行退團後第一次的主演。

## 寶塚歌劇團時主要的演出作品

### 新人公演主演作品
- 1997年「EL DORADO」（本役・真琴つばさ）
- 1998年「WEST SIDE STORY」（譯「西城故事」）（同上）
- 1998年「黒い瞳」（譯「黑之瞳」（上尉的女兒））（同上）
- 2000年「LUNA」（同上）
- 2001年「愛のソナタ」（譯「愛的奏鳴曲」）（同上）
- 2001年「大海賊」（新人公演主演畢業） （本役・紫吹淳）

（計6回）

### Bow Hall公演主演作品
- 1997年「ワン・モア・タイム！」（譯「One more time」）（雙主演）（寶塚Bow Hall）
- 1998年「シンデレラロック」（譯「Cinderella Rock」）（寶塚Bow Hall）
- 1999年「十二夜」（譯「第十二夜」）（寶塚Bow Hall）
- 2000年「更に狂はじ」（雙主演）（日本青年館、寶塚Bow Hall）
- 2004年「THE LAST PARTY-フィッツジェラルド最後の一日」（譯「最後的派對-佛蘭西斯·史考特·基·費茲傑羅最後的一日」）（寶塚Bow Hall）
- 2006年1月「不滅の恋人たちへ」（譯「不朽的戀人們」）（寶塚Bow Hall）
- 2006年2月「THE LAST PARTY-フィッツジェラルド最後の一日」（譯「最後的派對-佛蘭西斯·史考特·基·費茲傑羅最後的一日」）（再演）（日本青年館）

### 宙組TOP STAR公演主演作品
- 2007年「A/L（アール）-怪盗ルパンの青春」（譯「A/L-怪盜亞森羅蘋的青春」）先行披露（梅田藝術劇場、日本青年館、中日劇場）。
- 2007年「バレンシアの熱い花/宙FANTASISTA」（譯「瓦倫西亞的熱情之花」）寶塚大劇場披露作公演（寶塚大劇場、東京寶塚劇場、全國公演）
- 2008年「黎明（れいめい）の風－侍ジェントルマン白洲次郎の挑戦－ /PASSION愛之旅」（專科轟悠特別演出,寶塚大劇場、東京寶塚劇場)
- 2008年「雨に唄えば」（譯「萬花嬉春」）梅田芸術劇場主廳公演
- 2008年「Paradise Prince／ダンシング・フォー・ユー」 （寶塚大劇場、東京寶塚劇場）
- 2009年「外伝 ベルサイユのばら－アンドレ編－／ダンシング・フォー・ユー」飾演アンドレ・グランディエ（中日劇場）
- 2009年「薔薇に降る雨（仮題）／Amour それは･･･」（寶塚大劇場・東京寶塚劇場）

## 退出寶塚歌劇團之後的主要活動

### 舞台劇
- 2010年2月～3月　百老匯音樂劇「CURTAINS」：飾演女主角尼奇‧哈里斯（ニキ・ハリス）（東京國際論壇C廳、梅田芸術劇場主廳、愛知縣藝術劇場大廳）
- 2010年4月　「戯伝写楽」主演：おせい（東洲齋寫樂）（青山劇場・シアターBRAVA!）
- 2010年7月　「まさかのChange?!」主演：西園寺麗（Theatre Creation（シアタークリエ）、シアタードラマシティ）
- 2011年6月　「風を結んで」（Theatre Creation）　＊預定

### 電視
- 2010年8月29日　「平成教育委員会2010!!たけし先生がお手伝い　夏休み自由研究SP!!」（富士電視台）

### 演唱會
- 2010年12月5日　「YUGA OPERA」（PARCO劇場）　＊預定

### 動畫電影
- 2022年6月17日　怪盜皇后喜歡馬戲團（波麗佳音）- 主演 怪盜皇后
- 2025年5月23日　怪盜皇后的優雅假期（波麗佳音）- 主演 怪盜皇后[3]

### 其他
- 2009年12月11日　エコプロダクツ2009 「たのしいエコ・クッキング」 イベント出演 （東京國際展示場）
- 2010年3月～12月　「NHKハート展」（日本橋三越ほか）
- 2010年4月　「東京會舘ミュージュカルサロンVol.23　鳳蘭＆大和悠河」（東京會館）

## 出版品
- 寶塚パーソナルブックI VOL.5 大和悠河 （阪急電鐵 ／阪急コミュニケーション 2002年1月25日）
- 寶塚パーソナルブックII VOL.3 大和悠河 （阪急電鐵 ／阪急コミュニケーション 2004年11月25日）
- yuga yamato Memorial Book （阪急電鐵 ／阪急コミュニケーション 2009年6月5日）
- 大和悠河のパリおしゃれノート （朝日新聞出版 ／ 2010年4月7日）

## 外部連結
- 大和悠河官方網站 （页面存档备份，存于）
- オフィス北野公式プロフィール
- 産経ENAK SUMiRE STYLE 2006 ｜宙組 大和悠河(1)：タカラジェンヌ 夢の軌跡 （页面存档备份，存于）
- 産経ENAK 「The name of タカラジェンヌ」｜大和悠河 （页面存档备份，存于）
- 東京都會電視台網站大和悠河簡介TAKARAZUKA ～Cafe Break～今週のゲスト大和悠河，存档于Archive.today（存檔日期 20250423）